# Islamischer Weltkongress
Der Islamische Weltkongress (englisch World Muslim Congress – WMC; arabisch مؤتمر العالم الإسلامي, DMG Muʾtamar al-ʿĀlam al-Islāmī, Abk. MAI) ist eine islamische Organisation mit Sitz in Karatschi. Er hat Büros in Genf, Dschidda und Wien, sein derzeitiger Präsident ist Abdullah bin Omer Naseef.
Sein Mitbegründer und Generalsekretär für mehr als vier Jahrzehnte war Inamullah Khan (1912–1997). Der Islamische Weltkongress war 1987 der Empfänger des  Niwano-Friedenspreises und Inamullah Khan war 1988 der Empfänger des Templeton-Preises.

## Geschichte
Die Organisation wurde 1949 in Karatschi gegründet, nach der Gründung Pakistans im Jahr 1947. Mohammed Amin al-Husseini, der Großmufti von Jerusalem, hatte den Vorsitz bei der Konferenz und wurde zum Präsidenten des Kongresses gewählt.
Die Wurzeln des offiziell im Jahr 1949 gegründeten Kongresses gehen auf einen von Abd al-Aziz ibn Saud veranstalteten Kongress im Jahr 1926 in Mekka zurück, kurz nach Ibn Sauds Besetzung von Mekka und Medina; dieser hoffte, dadurch seine Verwaltung der heiligen Stätten islamisch sanktionieren zu lassen, stattdessen rief dies vielerlei Kritik hervor, die ihn von einer neuerlichen Einberufung abhielt. Mohammed Amin al-Husseini war auch  bei diesem Kongress eine führende Figur.
Hussein Haqqani zufolge führte 1949 die von der pakistanischen Regierung zur Förderung des Panislamismus gesponserte Welt-Muslim-Konferenz (World Muslim Conference) unter dem Vorsitz des palästinensischen Großmuftis Amin al-Husseini zur Bildung des Weltmuslimkongresses, der seither eine wesentliche Rolle bei der Schaffung einer muslimischen „Opfermentalität“ spielt, die im Folgenden die weltweite islamistische Bewegung geprägt hat.
Ausweislich eines erhaltenen Protokolls trat Said Ramadan 1958 in München als „Generalsekretär“ des Islamischen Weltkongresses vor der Moscheebau-Kommission für die Freimann-Moschee auf und übergab im Namen der Organisation 1000 DM als Spende.

## Kleine Chronologie
- 1926 1. Kongress unter dem Vorsitz von Saudi-Arabiens König Abd al-Aziz ibn Saud in Mekka
- 1931 2. Kongress in Jerusalem (siehe Hauptartikel  Allgemeiner Islamischer Kongress 1931) bei dem der palästinensische Großmufti Mohammed Amin al-Husseini zum ersten Vorsitzenden gewählt wird
- 1949 3. Kongress in Karatschi, Pakistan
- 1951 4. Kongress ebenfalls in Karatschi, Pakistan
- 1962 5. Kongress in Bagdad
- Ende 1964 / Anfang 1965 6. Kongress in Mogadischu, Somalia
- März 1980 7. Kongress in Dschibuti, Dschibuti
- Juni 1981 8. Kongress, Famagusta, Zypern
- 1988 9. Kongress in Karatschi, Pakistan